# Josef Neuner (politik)
Josef Neuner (4. února 1827 Bolzano – 25. dubna 1892 Innsbruck) byl rakouský soudce a politik německé národnosti z Tyrolska (respektive z dnešníhoJižního Tyrolska), v 2. polovině 19. století poslanec Říšské rady.

## Biografie
Uvádí se jako rada vrchního zemského soudu v Innsbrucku. Vystudoval gymnázium v Bolzanu a v letech 1846–1848 filozofii v Innsbrucku. Během revolučního roku 1848 bojoval ve studentské legii na císařské straně na jižních hranicích Tyrolska. Za to byl vyznamenán. Následně studoval práva na Univerzitě v Innsbrucku, kde byl promován 1. února 1853. Nastoupil na soudní praxi v Innsbrucku a ještě téhož roku povolán jako auskultant do Sedmihradska. V březnu 1881 se stal radou vrchního zemského soudu v Innsbrucku. Byl rovněž prvním viceprezidentem tyrolského zemského pomocného spolku Červeného kříže.
Působil i jako poslanec Říšské rady (celostátního parlamentu Předlitavska), kam usedl ve volbách roku 1885 za kurii městskou v Tyrolsku, obvod Brixen, Sterzing atd. Ve volebním období 1885–1891 se uvádí jako Dr. Josef Neuner, c. k. rada vrchního soudu, bytem Innsbruck.
Na Říšské radě se po volbách v roce 1885 uvádí jako člen konzervativního Hohenwartova klubu (tzv. Strana práva).
Zemřel po dlouhé nemoci v dubnu 1892.